# (4426) Roerich
(4426) Roerich es un asteroide perteneciente al cinturón de asteroides, descubierto el 15 de octubre de 1969 por la astrónoma soviética Liudmila Chernyj desde el Observatorio Astrofísico de Crimea (República de Crimea), Rusia).

## Designación y nombre
Designado provisionalmente como  1969 TB6. Fue nombrado Roerich en honor al filósofo y escrito ruso Nikolái Roerich.